# Augusto Pi Suñer
Augusto Pi Suñer (Barcelona, 1879-Ciudad de México, 1965) fue un fisiólogo y político español.

## Biografía

### Trabajo como médico y profesor
Nacido el 12 de agosto de 1879 en Barcelona, era hijo de Jaime Pi y Suñer y hermano de Santiago y Carlos. Se licenció en Medicina en la Universidad de Barcelona en 1899 y se doctoró en la Universidad de Madrid en 1900 con una tesis sobre la vida anaeróbica. En 1901 contrajo matrimonio con Carme Bayo i Puig. Trabajó como profesor auxiliar de fisiología en Barcelona en 1902 bajo las órdenes de Ramon Coll i Pujol, y en 1904 obtuvo la cátedra en la Universidad de Sevilla. En 1906 presidió la comisión ejecutiva del Primer Congreso de Higiene de Cataluña y en 1907 renunció a la cátedra para regresar a Barcelona a dedicarse a la investigación. En 1914 fue nombrado profesor de fisiología de la facultad de Medicina de la Universidad de Barcelona, de la cual en 1916 pasó a ser catedrático numerario.
Desde entonces hasta que se marchó al exilio se dedicó a la medicina. Creó un centro de investigación fisiológica en el Laboratorio Municipal de Barcelona, dirigido por Ramón Turró, quien fue su amigo y de quien se consideró discípulo. De sus experimentos con animales realizó diversos descubrimientos sobre los reflejos, los estímulos físicos y su influencia en la respiración. En 1920 pasó a dirigir el Instituto de Fisiología de la Mancomunidad, en donde creó una escuela de cierto prestigio internacional. En 1912 fundó la Sociedad Catalana de Biología, fue presidente de la Real Academia de Medicina de Barcelona entre 1926 y 1939, y fue director de la publicación Treballs de la Societat de Biologia (1913-1938), en donde publicó la mayor parte de sus trabajos.

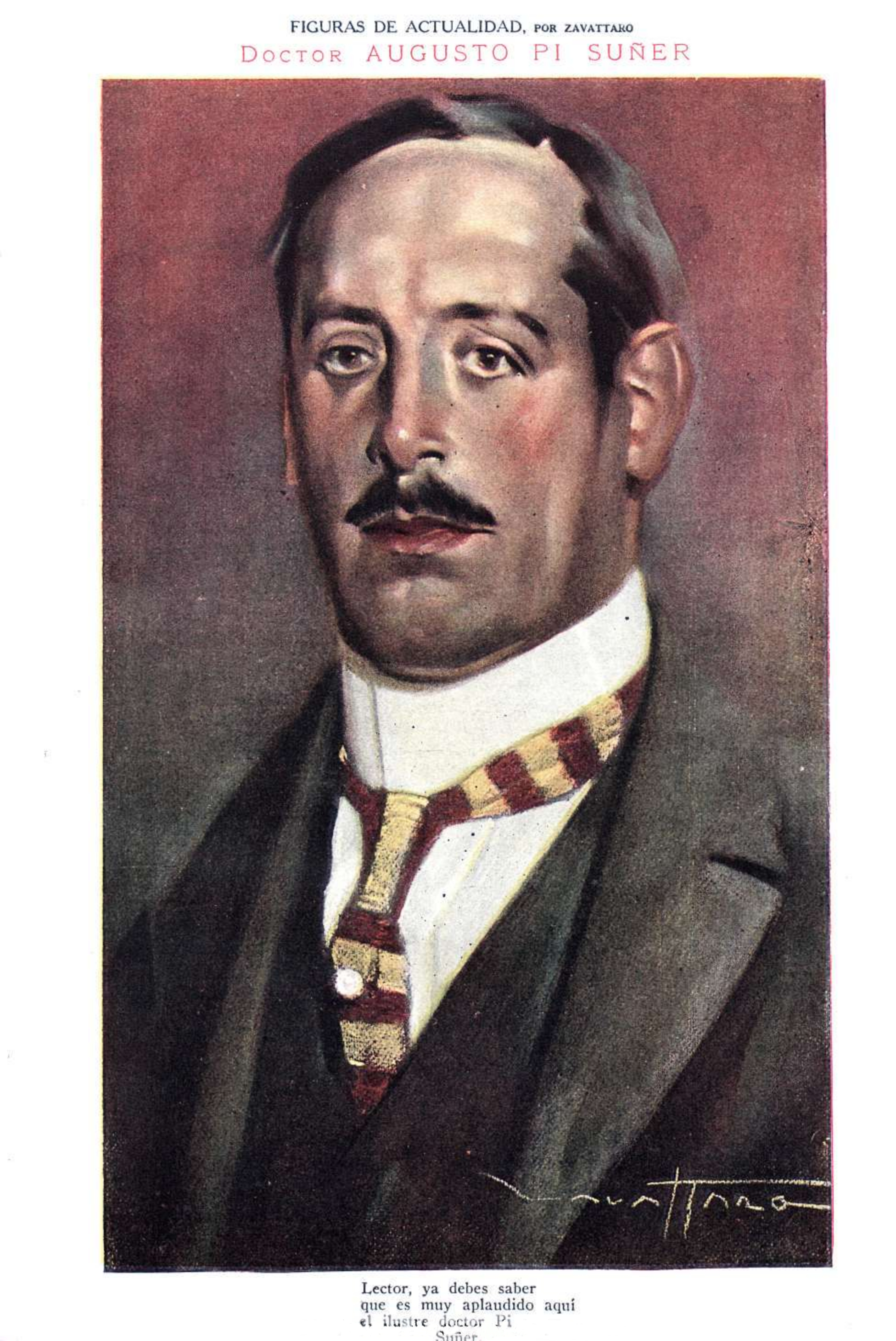
Retratado por Zavattaro en la revista argentina Caras y Caretas (1919)

Más tarde realizó una intensa actividad académica dentro y fuera de España, participando en Congresos Universitarios Catalanes en 1918 y 1919 y dando cursos en las universidades de Buenos Aires y Montevideo. En 1919 fue promotor de los congresos de médicos de lengua catalana, y asistió también a los congresos internacionales de medicina de Madrid (1903) y Budapest (1909), de psicología en Moscú (1930) y París (1937) y de fisiología y ciencias fisiológicas de Heidelberg (1907) y de Bruselas (1956).
Tras el estallido de la guerra civil española, en 1939 se exilió con su familia a París y desde allí a Venezuela, luego de haber recibido una invitación del gobierno venezolano para que trabajase como profesor de fisiología en la facultad de medicina de la Universidad Central de Venezuela. En 1940 fundó el Instituto de Medicina Experimental, donde formó una escuela de fisiología como la de Barcelona. Desde 1946 trabajó como profesor de bioquímica de laa UCV y, desde 1942, como profesor de biología y bioquímica en el Instituto Pedagógico Nacional de Caracas. Estando  en  Venezuela llega a escribir  una  decena de libros y dos novelas, aparte de los ensayos y monografías recogidas en revistas científicas y en publicaciones culturales, lo cual resulta un inventario de gran valor que le hizo merecer el Premio Kalinga, otorgado por la UNESCO en 1955.

### Trabajo como político

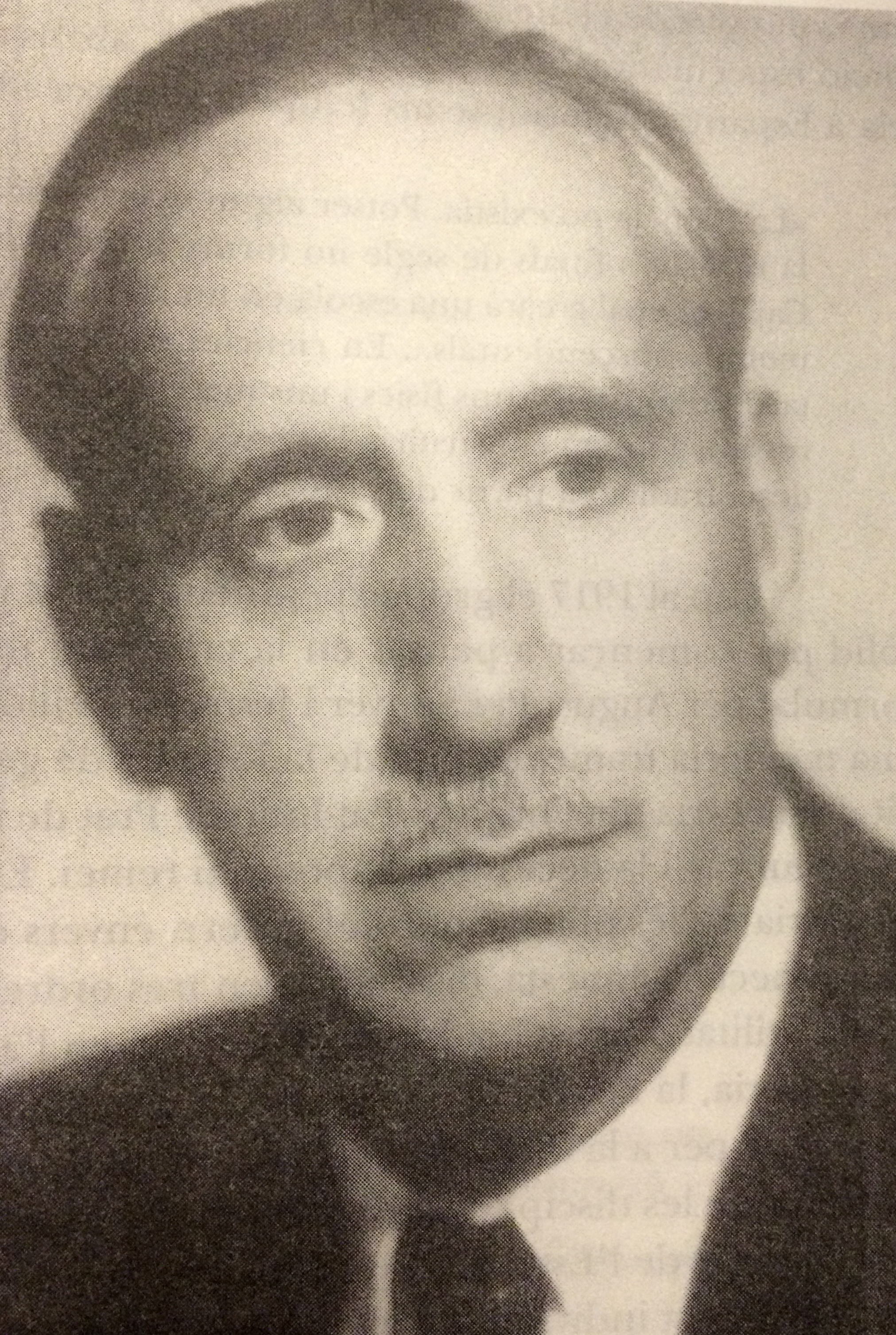
Retrato de Pi Suñer

Fue uno de los fundadores de la de la Unión Federal Nacionalista Republicana en 1916 y amigo de Francesc Layret. En el año 1918 participó en las elecciones al Congreso de los Diputados, en donde fue elegido diputado para el Partido de la República Catalana del distrito de Figueras. Fue reelecto en 1919 y 1920, pero abandonó el congreso en 1923 cuando ocurrió el golpe de Estado de Miguel Primo de Rivera.
Durante la Segunda República Española ocupó diversos cargos. Fue miembro de la Junta de Ampliación de Estudios e Investigaciones Científicas de España, del Consejo de Cultura de la Generalidad de Cataluña y del Patronato de Gobierno de la Universidad Autónoma de Barcelona (1933-1939). También fue presidente de la Asociación de Música de Cámara de Barcelona, y en 1933 fue elegido presidente del Comité Olímpico Español.
Tras el estallido de la guerra civil española, se exilió con su familia a París y desde allí a Venezuela, luego de haber recibido una invitación del gobierno venezolano para que trabajase como profesor de fisiología en la facultad de medicina de la Universidad Central de Venezuela en 1940.
También fue fundador y el primer presidente del Centro Catalán de Caracas en 1945. Presidió los Juegos Florales de la Lengua Catalana de 1953 y colaboró en las revistas catalanas del exilio Cuadernos del Exilio (1943-1947), publicada por la Comunidad Catalana de México, y a La Nova Revista (1955-1958). En 1963 se marchó a México, en donde falleció en 1965, el día 12 de enero.

## Obras

### Científicas
- La vida anaerobia (1901)
- La antitoxia renal (1907)
- La unidad funcional (1919)
- Sistema neurovegetativo (1947)
- The Bridge of Life (1950)
- Classics of Biology (1955)
- Manual de medicina interna (1922)
- Traité de physiologie normale et pathologique (1931)
- Fisiología humana (1962) con Santiago Pi i Sunyer

### Literarias
- L'ordinari Henschel (1900) traducción de Gerhart Hauptmann
- Màrtirs (1900)
- La novel·la del besavi (1944)
- Sunyer metges, pare i fill (1957),